# Thomas Ridgewell
Thomas James Ridgewell (* 27. Juni 1990 in Essex, England) ist ein britischer Comedian und Webvideoproduzent, bekannt geworden durch die animierten Webvideoserien asdfmovie und Eddsworld und durch seinen YouTube-Kanal TomSka.

## Leben
Bereits als Kind begann Ridgewell kurze Filme mit der Videokamera seiner Eltern zu drehen. Die dabei entstandenen Videos veröffentlichte er zusammen mit seinen Freunden Chris Bingham und Edd Gould auf der mittlerweile gelöschten Webseite, CakeBomb.
Während er sein Studium an der University of Lincoln (Großbritannien) absolvierte, produzierte er eine Reihe von inoffiziellen Werbevideos für die Universität. Auf seinem YouTubekanal veröffentlicht, erreichen sie mehrere Millionen Aufrufe.
Seine Erziehung lehrte ihn den Glauben der Zeugen Jehovas. Obwohl er aufgehört hat diesen Glauben zu praktizieren, hat er seine Hoffnung für eine höhere Macht offengelegt.

## YouTube
Als Hauptberuflicher YouTuber verdient Ridgewell Geld mit den Werbeeinnahmen seiner Videos auf der Webseite. In diesem Zusammenhang ist er besonders häufig diskutiert und interviewt worden, besonders als das Medium der Onlinevideos noch in Kinderschuhen steckte.

### Videos
2008 veröffentlichte Ridgewell die erste Reihe von asdfmovies. asdfmovies sind eine animierte Comedyserie, bestehend aus sehr kurzen Videoclips, welche Skizzierte Charaktere in bizarren Situationen zeigt. Der Stil ist als schwarzer Humor zu beschreiben. Bis zum 25. Juni 2024 sind 15 Episoden erschienen.
Der Name der Serie stammt von den ersten vier Buchstaben der zweiten Buchstabenreihe einer QWERTY-Tastatur.
2012 übernahm er die Produktion von Eddsworld nachdem der ursprüngliche Schöpfer und sein Freund Edd Gould an Leukämie gestorben war. 2016 stoppte er seine Teilnahme und übergab die Aufgabe der Familie von Edd.
Im Januar 2015 startete Ridgewell den Internetcartoon Crash Zoom auf seinem YouTube-Kanal TomSka. Der Cartoon wird von Ben "Wonchop" Smallman animiert, welcher zuvor bereits einige der asdfmovie-Episoden animierte. Crash Zoom behandelt die Erlebnisse der drei jungen Charaktere Lucy, Ben und Kate bei ihren surrealen Großtaten.
The Muffin Song (asdfmovie) wurde im Dezember 2019 in den USA mit einer Goldenen Schallplatte ausgezeichnet.

### Auftritte
Er war zu Gast bei BBC’s The One Show und trat bereits mehrmals als Radio- und Fernsehgast auf. Ridgewell wurde 2013 in der von YouTube veranstalteten ersten "Comedy Week" gezeigt.
Er war auf dem Cover der Wired UK des Februars 2013 als ein Teil des Titels "How YouTube Reinvented the Entertainment Business" zu sehen und wurde von YouTube als Gasthost für dessen Geek Week Serie im August.
In der BBC Radio 1 -Show Dan and Phil im September 2014 war er als Gastmoderator geladen.
Ridgewell sprach auf der Bühne der MCM London Comic Con 2014.

### Synchronisation
Die asdfmovies wurden in Deutschland von Davis Schulz und Xamuel gesprochen. Sein deutscher Sprecher ist Davis Schulz.

## Andere Projekte
In Zusammenarbeit mit Pixel Spill erstellte Ridgewell 2014 das Spiel KatataK, ein Side-Scrolling Beat ’em up für iOS- und Androidgeräte.
Gemeinsam mit dem Animator Matt Ley erstellte er 2015 Art Is Dead, ein Comic basierend auf seiner asdfmovie Serie.

## Veröffentlichungen
- Art is Dead: The asdf Book (2015, Little Brown Book Group, ISBN 978-0-7515-6304-7)[24]